# 1-Hexyl-3-methylimidazoliumhexafluorophosphat
1-Hexyl-3-methylimidazoliumhexafluorophosphat ist eine ionische Flüssigkeit (auch: ionic liquid oder Flüssigsalz), also ein Salz, dessen Schmelzpunkt unter 100 °C liegt.

## Eigenschaften
Auf Grund des geringen Schmelzpunkts handelt es sich bei 1-Hexyl-3-methylimidazoliumhexafluorophosphat um eine Raumtemperatur-ionische Flüssigkeit (RTIL). Als polare, hydrophobe Flüssigkeit wird es, wie viele ionische Flüssigkeiten, als Lösungsmittel in der Synthese eingesetzt.

## Darstellung
1-Hexyl-3-methylimidazoliumhexafluorophosphat kann durch eine Anionenmetathese ausgehend von 1-Hexyl-3-methylimidazoliumbromid und einem Hexafluorophosphat-Salz gewonnen werden.

## Verwendung
Es kann in Extraktionsprozessen in Kombination mit 4,4,4-Trifluor-1-(2-thienyl)-1,3-butandion verwendet werden, um divalente Metallkationen zu extrahieren. Außerdem wird die Anwendung von 1-Hexyl-3-methylimidazoliumhexafluorophosphat in Trennungsprozessen von Alkanen und aromatischen Kohlenwasserstoffen diskutiert.